# Laudato si'
Laudato si' è la seconda enciclica di papa Francesco scritta nel suo terzo anno di pontificato. Benché porti la data del 24 maggio 2015, solennità di Pentecoste, il testo è stato reso pubblico solo il 18 giugno successivo. Il nome Laudato si' deriva dal Cantico delle Creature di San Francesco, che loda il Signore per le sue meravigliose creature. 
L'argomento principale trattato è l'interconnessione tra crisi ambientale della Terra e crisi sociale dell'umanità, ossia l'ecologia integrale. Papa Francesco ha precisato infatti che "non si tratta di un'enciclica verde ma di un'enciclica sociale".
In concomitanza con la presentazione dell'enciclica, papa Francesco ha istituito la giornata mondiale di preghiera per la cura del creato.

## Titolo
L'enciclica, come è tipico nei testi pontifici, prende il nome dall'Incipit. Il titolo e le parole di apertura dell'enciclica sono tratte dal Cantico di San Francesco d'Assisi, il più antico testo poetico in lingua italiana di cui si conosca l'autore:
(San Francesco d'Assisi, Cantico delle Creature)
Papa Francesco ha scritto nell'enciclica di aver scelto il nome del santo di Assisi perché è «l'esempio per eccellenza della cura per ciò che è debole e di una ecologia integrale, vissuta con gioia e autenticità.» (LS 10)

## Contenuto
L'enciclica si compone di un'introduzione e di sei capitoli.

### Introduzione
Nell'introduzione, quindi  il papa ricorda l'insegnamento dei suoi predecessori (Paolo VI, Giovanni Paolo II, Benedetto XVI) sulla questione del rapporto dell'umanità con la creazione, richiama gli interventi in materia del patriarca di Costantinopoli Bartolomeo I, e la figura di san Francesco di Assisi. Il pontefice conclude questa introduzione con un appello personale per la "ricerca di uno sviluppo sostenibile e integrale", sottolineando che «...abbiamo bisogno di un confronto che ci unisca tutti, perché la sfida ambientale che viviamo, e le sue radici umane, ci riguardano e ci toccano tutti».
Fin dalle prime righe, Papa Francesco indica che la crisi ecologica è «...una conseguenza drammatica dell'attività incontrollata dell'essere umano» e che «...attraverso uno sfruttamento sconsiderato della natura, egli rischia di distruggerla e di essere a sua volta vittima di siffatta degradazione». Indica l'«...urgenza e la necessità di un mutamento radicale nella condotta dell'umanità», perché, ha detto, senza un «...autentico progresso sociale e morale...» la crescita economica e il progresso tecnologico più prodigioso possono ripercuotersi contro l'uomo. Per questi motivi, il papa richiama l'uomo a una "conversione ecologica globale", a "un'autentica ecologia umana", a «...un'ecologia integrale, vissuta con gioia e autenticità», a «...eliminare le cause strutturali delle disfunzioni dell'economia mondiale e di correggere i modelli di crescita che sembrano incapaci di garantire il rispetto dell'ambiente».
L'introduzione termina con un forte invito a tutti gli uomini di buona volontà, credenti e non credenti: «Il mondo è qualcosa di più che un problema da risolvere, è un mistero gaudioso che contempliamo nella letizia e nella lode»; «...tutti possiamo collaborare come strumenti di Dio per la cura della creazione, ognuno con la propria cultura ed esperienza, le proprie iniziative e capacità».

### I - Quello che sta accadendo alla nostra casa
(Laudato si, n. 15)
In questo primo capitolo, il Papa traccia un quadro dei mali di cui soffre la terra. Sottolinea nel suo preambolo che se «...il cambiamento è qualcosa di auspicabile, diventa preoccupante quando si muta in deterioramento del mondo e della qualità della vita di gran parte dell'umanità». E aggiunge che «...l'obiettivo [di questa prima parte] non è di raccogliere informazioni o saziare la nostra curiosità, ma di prendere dolorosa coscienza, osare trasformare in sofferenza personale quello che accade al mondo, e così riconoscere qual è il contributo che ciascuno può portare».
In questo capitolo il pontefice affronta i seguenti argomenti:
1. inquinamento e cambiamenti climatici
2. la questione dell'acqua
3. perdita di biodiversità
4. deterioramento della qualità della vita umana e degradazione sociale
5. inequità planetaria
6. la debolezza delle reazioni
7. diversità di opinioni.

### II - Il vangelo della creazione
(Laudato si, n. 15)
In questo secondo capitolo, Papa Francesco affronta i temi ambientali ed ecologici a partire dai testi scritturistici della tradizione ebreo-cristiana, ossia dalla Bibbia. Benché l'enciclica si rivolga a tutti, dunque anche a coloro che ritengono la fede irrilevante o irrazionale, oppure una "sottocultura che dev'essere semplicemente tollerata", per il papa «...la scienza e la religione, che forniscono approcci diversi alla realtà, possono entrare in un dialogo intenso e produttivo per entrambe».
In questo capitolo, sono affrontati i seguenti argomenti:
1. la luce che la fede offre
2. la sapienza dei racconti biblici
3. il mistero dell'universo
4. il messaggio di ogni creatura nell'armonia di tutto il creato
5. una comunione universale
6. la destinazione comune dei beni
7. lo sguardo di Gesù.

### III - La radice umana della crisi ecologica
(Laudato si, n. 15)
In questo terzo capitolo, il pontefice affronta, secondo il suo punto di vista, le cause profonde della crisi ecologica e ambientale del nostro tempo, alla luce del "paradigma tecnocratico dominante", ossia la tendenza «...a credere che "ogni acquisto di potenza sia semplicemente progresso, accrescimento di sicurezza, di utilità, di benessere, di forza vitale, di pienezza di valori", come se la realtà, il bene e la verità sbocciassero spontaneamente dal potere stesso della tecnologia e dell'economia».
Il capitolo si compone di tre sezioni:
1. la tecnologia: creatività e potere
2. la globalizzazione del paradigma tecnocratico
3. crisi e conseguenze dell'antropocentrismo moderno.

### IV - Un'ecologia integrale
(Laudato si, n. 15)
Dopo la disamina sulla situazione attuale e sulle cause della crisi ecologica e ambientale, papa Francesco affronta la parte propositiva della sua enciclica, alla luce di un' "ecologia integrale", di un'ecologia cioè che parta dal convincimento che l'uomo è parte integrante della natura e dell'ambiente in cui vive: «Quando parliamo di "ambiente" facciamo riferimento anche a una particolare relazione: quella tra la natura e la società che la abita. Questo ci impedisce di considerare la natura come qualcosa di separato da noi o come una mera cornice della nostra vita. Siamo inclusi in essa, siamo parte di essa e ne siamo compenetrati». Per questo motivo, un'ecologia che sia veramente "integrale" deve comprendere «...chiaramente le dimensioni umane e sociali» considerate non separatamente, ma nelle loro interazioni: in tal senso si può parlare di una ecologia sociale».
Il capitolo comprende le seguenti sezioni:
1. ecologia ambientale, economica e sociale
2. ecologia culturale
3. ecologia della vita quotidiana
4. il principio del bene comune
5. la giustizia tra le generazioni.

### V - Alcune linee di orientamento e di azione
(Laudato si, n. 15)
Papa Francesco non si limita ad enunciare dei principi, ma suggerisce anche alcune linee di orientamento e di azione, intese come "grandi percorsi di dialogo che ci aiutino ad uscire dalla spirale di autodistruzione in cui stiamo affondando". Sono cinque i percorsi indicati dal pontefice:
1. il dialogo sull'ambiente nella politica internazionale
2. il dialogo verso nuove politiche nazionali e locali
3. dialogo e trasparenza nei processi decisionali
4. politica ed economia in dialogo per la pienezza umana
5. le religioni nel dialogo con le scienze.

### VI - Educazione e spiritualità ecologica
(Laudato si, n. 15)
Nell'ultimo capitolo, il pontefice suggerisce alcune riflessioni per "riorientare la propria rotta", per cambiare quell'umanità a cui manca «..la coscienza di un'origine comune, di una mutua appartenenza e di un futuro condiviso da tutti». Per questo motivo è necessaria un'educazione e una spiritualità ecologica, per lo «...sviluppo di nuove convinzioni, nuovi atteggiamenti e stili di vita».
Il capitolo si compone di nove sezioni:
1. puntare su un altro stile di vita
2. educare all'alleanza tra l'umanità e l'ambiente
3. la conversione ecologica
4. gioia e pace
5. amore civile e politico
6. i segni sacramentali e il riposo celebrativo
7. la Trinità e la relazione tra le creature
8. la Regina di tutto il creato
9. al di là del sole.

### Conclusione
Il Papa conclude la sua enciclica con due preghiere, «...una che possiamo condividere tutti quanti crediamo in un Dio creatore onnipotente, e un'altra affinché noi cristiani sappiamo assumere gli impegni verso il creato che il Vangelo di Gesù ci propone».

## Opinioni

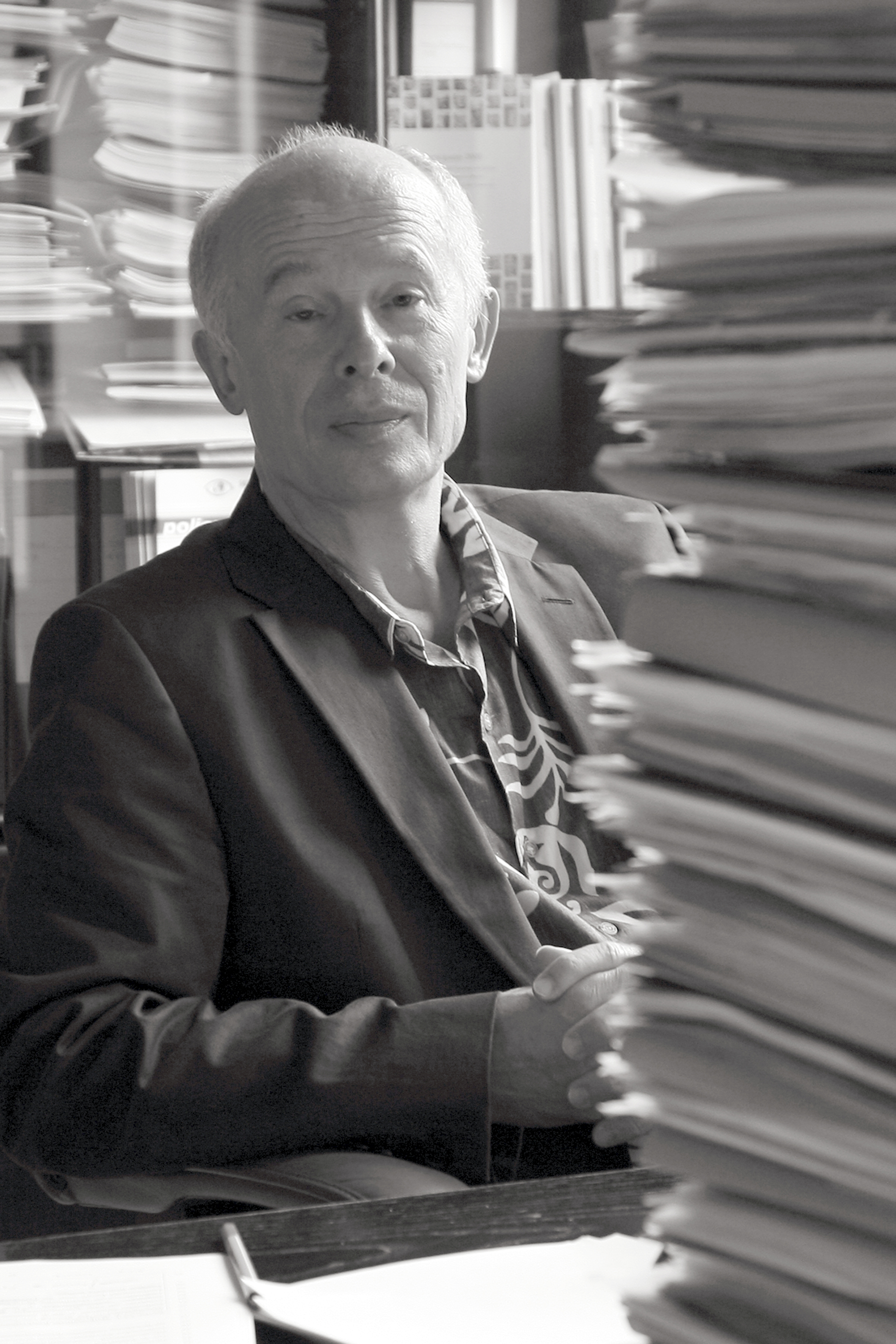
Hans Joachim "John" Schellnhuber direttore fondatore dell'Istituto di Potsdam per la ricerca sull'impatto climatico (PIK) e presidente del Consiglio consultivo tedesco sul cambiamento globale (WBGU).

### Nella cultura italiana
Ampia eco nella stampa, come era facilmente prevedibile, hanno suscitato le prese di posizione sull'ecologia di papa Francesco.
Anna Madia scrive il 18 giugno 2015:
(Anna Madia, Enciclica Laudato si, tutti i comandamenti "green" di Papa Francesco per salvare il pianeta)
La stessa individua alcuni temi forti del messaggio ecologista del Papa quali il rifiuto dei potenti e dell'indifferenza, lotta all'inquinamento, alla povertà e alle iniquità. La lotta alla privatizzazione dell'acqua, e alla difesa della biodiversità con la condanna dei cereali transgenici e della vivisezione. La difesa della cultura come valore fondante.
Piero Schiavazzi scrive il 20 giugno 2015:
...enciclica verde dal cuore rosso, in grado di colmare e nutrire, a sinistra, il vuoto ideologico ...»
(Piero Schiavazzi, Enciclica Laudato si, Papa Francesco apre una "rivoluzione culturale" green e avvia un tour di "resistenza immediata")
Più avanti nell'articolo il giornalista scrive che il Papa si è servito del decisivo contributo di Peter Turkson, ministro delle politiche sociali del Vaticano, di Hans Joachim Schellnhuber, dell'Accademia Pontificia delle Scienze e di John Zizioulas, teologo del Patriarcato di Costantinopoli; ciò per rendere intellegibile ad ogni cultura e persona il suo ragionamento pedagogico nonché per "prevenire" le possibili critiche di tipo capitalista o ex socialista, che l'enciclica inevitabilmente potrebbe sollevare.
Ancora:
... l'asse Washington - Pechino ... diversamente dalla guerra fredda, che immobilizzava e congelava, ma in fondo conservava il mondo in freezer, impedendogli di sprigionare la propria energia, la guerra commerciale lo surriscalda, lo spoglia e lo squaglia, materialmente. 
 
... Se dalle pagine dell'enciclica Bergoglio teorizza una "rivoluzione culturale" a lungo termine, nell'agenda dei viaggi organizza la resistenza immediata.»
(Piero Schiavazzi)
Carlo Petrini, fondatore di Slow Food, intervistato dice:
Francesco Paolo Mancini il 21 giugno 2015 scrive un editoriale dal titolo:
(Francesco Paolo Mancini, Laudato si', la tenerezza di Francesco spaventa i potenti)
Sergio Marelli, presidente del Comitato italiano di Sovranità Alimentare, in un'intervista su Radio Vaticana conclude ponendo l'accento sulla incapacità dei politici di porre le basi per il cambiamento ecologico necessario per salvare il mondo, essendo essi schiavi di potentati economici. Egli di fatto si pone come leader morale, insieme ai leader delle altre religioni, e come l'unico baluardo per l'entità morale di cui gode; unica figura morale capace di indurre il cambiamento anche nei decisori politici. Cosa ancor più vera, in chiave politica, in vista dell'appuntamento della Conferenza sul Clima di Parigi di fine 2015.
Inoltre, secondo Marelli, «...la tecnologia e la scienza non sono neutrali, ma oggi sono orientate al profitto. Invece, dice Papa Francesco, devono essere degli strumenti orientati a raggiungere quel bene comune che è il clima, il vivere in armonia con il pianeta, per garantire un futuro alle generazioni prossime.»
Anche Eugenio Scalfari è intervenuto nel commentare l'Enciclica, dando però una singolare interpretazione.
Secondo Scalfari, papa Bergoglio non avrebbe ancora formulato un'effettiva conclusione teologica che sia al livello della sua nuova Enciclica, anche se questa ne costituirebbe il germe. Afferma l'anziano giornalista che «La stessa Trinità, mistero della fede cattolica, cambia natura e Francesco l'ha detto più volte proprio nei giorni scorsi e proprio a Torino...» Secondo Scalfari la Trinità «...non è più il mistero della fede, ma l'articolazione dell'unico Dio» e papa Francesco non avrebbe ancora tratto una conseguenza teologica dalla visione profetica che porta avanti. «...Lui non è più il Vicario di Cristo in terra, ma il Vicario di Dio perché Cristo non è che l'amore di Dio, non un Dio diverso che s'incarnò, visse 33 anni [...] e fu crocifisso.» Secondo Scalfari «I vangeli raccontano quella storia, ma gli evangelisti - tranne forse Giovanni - scrissero racconti di seconda mano.»

### In ambito internazionale
James Martin, SJ il 18 giugno 2015 scrive su America-The National Catholic Review: «La prospettiva spirituale diventa parte della discussione sull'ambiente, sono i poveri a subire esageratamente i cambiamenti climatici. L'ambiente diventa adesso materia della dottrina sociale cattolica, la ricerca scientifica diventa oggetto di lode.»
Laurie Goodstein e Justin Gillis scrivono sul New York Times il 18 giugno 2015 un lungo editoriale in cui riprendono i temi espressi nell'enciclica del Papa.
(Laurie Goodstein e Justin Gillis, The New York Times del 18 giugno 2015)
I due giornalisti americani inoltre mettono in risalto una possibile criticità del messaggio papale. Specie nell'inevitabile rischio che questo ha di dare forza a movimenti ecologisti nel momento in cui dice che la crescita della popolazione non è correlata con la povertà.
Laurie Goodstein sottolinea infatti la criticità connessa con il passaggio dell'enciclica che riguarda gli aspetti demografici e del controllo delle nascite.
Justin Gillis a questo proposito invece sottolinea criticamente come le zone ad alto sviluppo demografico siano le più povere.
Inoltre, sempre la Gillis, dice che il sistema della Carbon tax come fonte di ulteriori iniquità e aumento dell'inquinamento, mentre in California e nel Nord-Est degli Stati Uniti il sistema ha dato prova di funzionare; e ciò rende facilmente, a tal proposito, criticabile il testo papale.
Infine Laurie Goodstein scrive in conclusione dell'articolo che i governi devono tener conto delle istanze dei cittadini che cominciano a far pressione sui temi ecologici.
The Guardian in un editoriale del giovedì 18 giugno 2015 pubblica un articolo che mette come incipit un'affermazione forte circa la portata del documento papale.
I poveri, dice, hanno le loro esigenze negate, mentre i ricchi fanno dei loro appetiti lo spettacolo. La crisi ambientale unisce questi due aspetti del problema. ...
Il mondo povero deve ora pagare per i crimini dei ricchi, e i nostri figli e nipoti devono pagare per l'auto-indulgenza dei loro genitori. Questo è ciò che egli intende con un "debito ecologico" ...  Il tono talvolta apocalittico, [...] nasce dal senso che questo deve debito a un certo momento è terribilmente rimborsato.»
(The Guardian view on Laudato Si': Pope Francis calls for a cultural revolution)
Vi sono state diverse posizioni critiche che non entrano, però, nell'impianto complessivo dell'enciclica ma si limitano a contestare alcuni passaggi o alcune prese di posizione di aspetti dell'enciclica.
Si deve all'Enciclica "Laudato Si'" la rinascita della storica Parte Guelfa come arciconfraternita internazionale dedicata alla salvaguardia ambientale ed altri scopi di gestione e tutela del territorio già anticamente assegnati da Cosimo I nel XVI secolo.

### In ambito politico
Il segretario generale delle Nazioni Unite, Ban Ki-moon, ha accolto con favore l'enciclica in una dichiarazione fatta il giorno cui è stata rilasciata. Kofi Annan, l'ex segretario generale dell'Onu, e allora presidente del Progress Panel, rilasciò una dichiarazione a sostegno della enciclica, affermando «Come ribadisce Papa Francesco, il cambiamento climatico è una minaccia totalizzante ... Mi congratulo con il Papa per la sua forte leadership morale ed etica. Abbiamo bisogno di più di tale guida ispirata. Ci vediamo al vertice sul clima a Parigi?»
Lo stesso giorno anche Jim Yong Kim, presidente del Gruppo della Banca Mondiale, ha elogiato l'enciclica. Nicholas Stern, presidente del Research Institute Grantham sui cambiamenti climatici e l'ambiente e autore di una relazione influente sui cambiamenti climatici, ha dichiarato che «La pubblicazione dell'enciclica del Papa è di enorme importanza. Ha dimostrato grande saggezza e leadership. Papa Francesco è sicuramente assolutamente giusto che il cambiamento climatico pone vitali questioni morali ed etiche ... leadership morale sul cambiamento climatico dal Papa è particolarmente importante a causa del fallimento di molti capi di stato e di governo di tutto il mondo di mostrare leadership politica».
Non sono mancate, in riferimento alle parole del Papa, le prese di posizione di rappresentanti politici italiani:
(M5S Senato News)

### In ambito religioso
Il XIV Dalai Lama aveva scritto: «Dal momento che il cambiamento climatico e l'economia globale ora riguardano noi tutti, dobbiamo sviluppare un senso di unità del genere umano.»
Due giorni prima che l'enciclica fosse rilasciata, l'arcivescovo di Canterbury Justin Welby, capo della Comunione anglicana, ha emesso una "dichiarazione verde" (firmata anche dalla Conferenza Metodista, nonché dai rappresentanti della Chiesa cattolica in Inghilterra e Galles, dai musulmani britannici, dai sikh e dalle comunità ebraiche) sollecitando una transizione verso un'economia a basse emissioni di carbonio e il digiuno e la preghiera per il successo alla Conferenza sui cambiamenti climatici delle Nazioni Unite del dicembre 2015 a Parigi.
Lo stesso giorno, il Movimento di Losanna dei cristiani evangelici globali ha detto che avevano ricevuto in anticipo l'enciclica ed erano grati per questo. L'enciclica è stata accolta positivamente anche dal Consiglio Mondiale delle Chiese Riformate in America del Nord.